# Hangö margarinfabrik
Hangö margarinfabrik är en gammal fabriksbyggnad i Hangö i det finländska landskapet Nyland. Fabriken uppfördes på 1920-talet och är sannolikt ritad av arkitekterna Valter Thomé och Ivar Thomé. Ursprungligen har fabriken använts av Hangö Margarinfabrik Ab, ett dotterbolag till närbelägna Hangö Kex. Hangö margarinfabrik omfattar 1 400 kvadratmeter. År 2022 köptes fastigheten av Fastighets AB MargarinFabriken för 250 000 euro.